# Civitella in Val di Chiana
Civitella in Val di Chiana é uma comuna italiana da região da Toscana, província de Arezzo, com cerca de 8 612 habitantes. Estende-se por uma área de 100 km², tendo uma densidade populacional de 86 hab/km². Faz fronteira com Arezzo, Bucine, Laterina, Monte San Savino, Pergine Valdarno.
Pertence à rede das Cidades Cittaslow.

## Demografia
| Variação demográfica do município entre 1861 e 2011                               |
|                                                                                   |
| Fonte: Istituto Nazionale di Statistica (ISTAT) - Elaboração gráfica da Wikipedia |